# Internationale Friedensfahrt 1998
Die 51. Internationale Friedensfahrt (Course de la paix) war ein Straßenradrennen, das vom 8. bis 17. Mai 1998 ausgetragen wurde.
Die 51. Auflage der Internationalen Friedensfahrt bestand aus 10 Einzeletappen und führte auf einer Gesamtlänge von 1607 km von Poznań über Karlovy Vary nach Erfurt. Mannschaftssieger war Mroz. Der beste Bergfahrer war Bert Dietz aus der Mannschaft Deutsche Telekom.
Insgesamt waren 102 Fahrer am Start.
Teilnehmer waren:
| Teams                                         | Nationen           |
| --------------------------------------------- | ------------------ |
| Team Telekom ( Deutschland)                   | Tschechien         |
| Cantina Tollo/Acceptcard ( Italien/ Dänemark) | Deutschland        |
| Team Saturn ( Vereinigte Staaten)             | Polen              |
| Agro Adler Brandenburg ( Deutschland)         | Österreich         |
| Mroz ( Polen)                                 | Vereinigte Staaten |
| Lada CSKA Samara ( Russland)                  | Slowakei           |
| Ipso–Euroclean ( Belgien)                     | Ukraine            |
| Midden Limburg ( Niederlande)                 |                    |
| Team Bunte Berte ( Deutschland)               |                    |
| Sprandi ( Polen)                              |                    |

## Details
| Ergebnis | Ergebnis         | Ergebnis      | Ergebnis        | Ergebnis |
| -------- | ---------------- | ------------- | --------------- | -------- |
| Erster   | Uwe Ampler       | ø 39,6 km/std | Team Mroz ()    |          |
| Zweiter  | Steffen Wesemann |               | Team Telekom () |          |
| Dritter  | Dirk Müller      |               | Team Telekom () |          |

| Etappe     | Start – Ziel                     | Etappensieger                 | Etappen- länge | Fahrzeit |
| ---------- | -------------------------------- | ----------------------------- | -------------- | -------- |
| 01. Etappe | Rund um Poznań                   | Raimondas Rumšas (Team Mroz ) | 130 km         | 2:49:10  |
| 02. Etappe | Szamotuły – Gorzów Wielkopolski  | Danilo Hondo (Team Agro )     | 155 km         | 3:32:52  |
| 03. Etappe | Torzym – Polkowice               | Piotr Zaradny (Sprandi )      | 174 km         | 4:35:05  |
| 04. Etappe | Legnica – Ještěd                 | Raimondas Rumšas (Team Mroz ) | 220 km         | 6:13:06  |
| 05. Etappe | Liberec – Ústí nad Labem         | Oskar Cavagnis (C/A /)        | 161 km         | 3:54:01  |
| 06. Etappe | Teplice – Karlovy Vary           | Jürgen Werner (TBB )          | 170 km         | 4:10:37  |
| 07. Etappe | Cheb – Zwickau                   | Bert Dietz (Team Telekom )    | 239 km         | 6:11:32  |
| 08. Etappe | Zwickau – Halle (Saale)          | Lutz Lehmann (TBB )           | 199 km         | 5:01:48  |
| 09. Etappe | Freyburg – Erfurt                | Oskar Cavagnis (C/A /)        | 111 km         | 2:55:04  |
| 10. Etappe | Einzelzeitfahren Weimar – Erfurt | Thomas Liese (TBB )           | 034 km         | 2:41:39  |